# Terror Train
Terror Train är en amerikansk-kanadensisk skräckfilm från 1980 i regi av Roger Spottiswoode.

## Handling
Ett gäng skolungdomar utsätter skolans mobboffer för ett practical joke en dag. Många år senare ska dessa ungdomar fira nyårsafton genom att anordna en maskeradfest ombord på ett tåg. 
En förklädd seriemördare befinner sig ombord på tåget, och en efter en går ungdomarna en brutal död till mötes.

## Om filmen
Filmen är baserad på en mardröm Daniel Grodnik haft. Det var helg, och Grodnik hade sett filmerna Alla helgons blodiga natt och Chicago-expressen. Nästa dag frågade han sin fru om hon kunde föreställa sig hur Alla helgons blodiga natt skulle kunna bli om den utspelade sig ombord på ett tåg; hon gillade inte idén. Grodnik antecknade orden "Terrible train" på en bit papper, men så fort han börjat skriva på filmens manus, ändrades titeln till Terror Train. Sedan tog det 4-5 månader att spela in filmen. Derek McKinnon spelade totalt elva av rollerna.

## Rollista i urval
- Ben Johnson - Carne
- Jamie Lee Curtis - Alana Maxwell
- David Copperfield - Trollkarlen
- Derek McKinnon - Kenny Hampson (och tio andra småroller)
- Sandee Currie - Mitchy
- Timothy Webber - Mo
- Anthony Sherwood - Jackson
- Howard Busgang - Ed
- Steve Michaels - Charley